# Глотов, Василий Иванович
Василий Иванович Глотов (12 (25) июля 1910, с. Прыганка (ныне Каменского района Алтайского края) — 14 марта 1990, г. Львов) — русский советский поэт, прозаик и переводчик.
Один из прототипов образа Василия Тёркина, героя поэмы Александра Твардовского.

## Биография
Родился в крестьянской семье. В первые годы Советской власти со всей семьёй вступил в коммуну «Лев» . Учился в г. Камень в ФЗУ, служил в РККА.
Участник Великой Отечественной войны. Работал в армейской газете, был спецкором фронтовой газеты. Прошёл путь от рядового солдата до подполковника запаса.
После войны окончил Литературный институт имени А. М. Горького в Москве. Член Союза писателей СССР с 1939 года.
Жил во Львове на Украине. Похоронен на 20 поле Лычаковского кладбища.

## Творчество
Дебютировал как поэт. А. Твардовский помог начинающему поэту напечатать стихи в газете «Красноармейская правда».
Автор 35 книг стихов и прозы.
В стихах автора поэтизируются будни советского солдата, разоблачаются поджигатели войны (сборник «Вчера и сегодня», 1956), звучат мотивы интернациональной дружбы (сборник «Карпатские зори», 1964, «На просторах Родины», 1980; «Солдатская хроника». Поэмы. Львов, 1987).
Повести и очерки В. Глотова («На Алтайской целине», 1955; «Наедине с совестью», 1965, «Пути и думы», 1962, «Лицом к огню», 1975) рассказывают о мирном труде строителей ГЭС, земледельцев, шахтеров, защитниках Отечества.
Автор стихов для детей.
Перевёл на русский ряд произведений М. Рыльского, А. Малышко, П. Воронько. На украинский язык некоторые его произведения переводили Д. Павлычко, Р. Братунь, Т. Р. Одудько и др.

## ОбразВасилия Тёркина
Художник О. Верейский в одном из послевоенных очерков вспоминал, как Твардовский попросил его проиллюстрировать «Книгу про бойца». Ему хотелось открыть книгу портретом главного её героя — Василия Теркина. Однажды в редакции появился приехавший из армейской газеты поэт Василий Иванович Глотов. Приехал он к Твардовскому почитать свои стихи. В редакции знали, что не ведавшему снисхождения Твардовскому понравились некоторые стихи этого поэта.

«С пронзившим меня радостным чувством я вдруг узнал Теркина в Василии Глотове. Я бросился к Александру Трифоновичу со своим открытием. Он сначала удивленно вскинул брови, потом попросил меня для начала нарисовать Глотова. Идея „попробоваться“ на образ Теркина показалась Глотову забавной. Когда я рисовал его, он хитро прищуривался, расплывался в улыбке, что делало его еще больше похожим на Теркина, каким я себе его представлял.
Я нарисовал его в профиль и анфас, в три четверти, с опущенной головой. Показал рисунки Твардовскому. Александр Трифонович сказал: „Да!“

С тех пор он никогда не допускал ни малейшей попытки изобразить Теркина другим. Все мои прежние поиски теркинских примет не пропали даром, Я аккумулировал их, рисуя того Теркина, основой которого стал Глотов.»— О. Верейский
Глотов надолго стал Тёркиным. Товарищи по армейской газете его иначе не называли.
Сам Глотов вспоминал, что Твардовский часто приезжал в их армию, и по долгу службы ему приходилось сопровождать поэта туда, где можно было добыть интересный материал. Не раз ночевали вместе в землянках, укрывшись одной шинелью. Александр Трифонович читал стихи, а Глотов брал в руки гармошку и исполнял свой деревенский репертуар — частушки. Любил Твардовский смотреть, как его новый знакомый косил траву, что-то мастерил, колол дрова.
На титульном листе первого издания «Книги про бойца», вышедшем в Смоленске, Твардовским было написано:

«Василию Ивановичу Глотову, близкому родственнику Василия Тёркина, моему дорогому товарищу по войне. А. Твардовский. 1945 год. Замок Галинген. Пруссия».